# Паноптикум
Пано́птикум, или пано́птикон (от др.-греч. πᾶν «всё» + ὀπτικός «видимый»), в одном из значений этого слова — проект режимного учреждения, идеальной тюрьмы или работного дома, гипотетически администрировавшихся и надзиравшихся одним человеком — управляющим-надзирателем. Проект был разработан английским философом и социальным теоретиком Иеремией Бентамом под проект тюрьмы. Бентамом также была написана целая уголовно-процессуальная база.
В более широком смысле этого слова паноптикум — музей, коллекция разнообразных необычайных предметов (например, восковых фигур, причудливых живых существ, редкостей, кукол и т. п.). В переносном смысле — сборище чего-то невероятного, жуткого (см. толковый словарь Ефремовой).

## Проект идеальной тюрьмы Бентама
Паноптикумом называется проект идеальной тюрьмы Иеремии Бентама, в которой один стражник может наблюдать за всеми заключёнными одновременно. Этот проект был изложен Бентамом в изданном в 1791 году труде «Паноптикон, или инспекционное учреждение: описание идеи нового принципа строительства, применимого к предназначенным для содержания под надзором любых категорий граждан учреждениям любого типа. А именно: пенитенциарных учреждений, тюрем, промышленных предприятий, работных домов, домов призрения, фабрик, домов сумасшедших, лазаретов, больниц, а также школ с планом управления, приспособленным к этому принципу. В серии писем, написанных в 1787 году из города Кричев в Белой Руси своему другу в Англию выпускником Линкольновского университета Джереми Бентамом, эсквайром».
В проекте тюрьма представляет собой цилиндрическое строение со стеклянными внутренними перегородками. Стражник находится в центре, но невидим для заключённых. Узники не знают, в какой именно момент за ними наблюдают, и у них создаётся впечатление постоянного контроля. Таким образом они становятся идеальными заключёнными. Эту систему наблюдения можно применять и в тюрьмах, и во всех других учреждениях, где объединено большое количество людей: работных домах, фабриках, заводах, школах, сумасшедших домах, чему посвящён ряд глав трактата Бентама (письма № 17—20). Центральная идея организации всех этих социальных институтов сводится к контролю над деятельностью людей в целях наблюдения за их воспитанием и перевоспитанием, а также воплощения принципа «общественного блага».
Одна из известных реализаций подобного проекта — тюрьма Пресидио Модело на кубинском острове Пинос (ныне — Хувентуд), где с 1953 по 1955 год содержался Фидель Кастро. По принципу паноптикума была построена испанская тюрьма Карабанчель в одном из предместий Мадрида, где во времена диктатуры генерала Франко содержали политзаключённых, а также барселонская мужская тюрьма Модело.

## Паноптикум в философии Фуко
При разработке концепта власти французский философ Мишель Фуко использовал принципы паноптикума Бентама. Паноптикум придаёт социальной реальности свойство прозрачности, но сама власть при этом становится невидимой. Фуко обращает внимание на то, что паноптикум изначально был моделью для многих государственных учреждений, и видит в нём технику контроля над всеми формами деятельности. В представлении Фуко власть оказывается простым ограничителем свободы, границей её осуществления. Власть прежде всего представлена в больницах, тюрьмах, учебных заведениях. Тюрьма — идеальное пространство для осуществления власти. Определённым образом организованные помещения тюрем позволяют осуществлять надзор над заключёнными (объектами власти). Фуко приводит пример «дисциплинарной мечты», в которой воплощается стремление власти всё видеть, оставаясь невидимой, и всё учитывать, оставаясь анонимной, где паноптикум — это не просто инструмент, используемый вне и независимо от него сформировавшимися властными отношениями, но и сам способ организации и функционирования власти. Фуко видит в паноптикуме наиболее концентрированное выражение принципов дисциплинарной власти. Он отмечал в своей работе «Око власти» (1977):
Поражает однако же то, что подобная забота существовала задолго до Бентама. Кажется, что один из первых образцов подобной обособляющей видимости был использован в Парижском военном училище в 1751 году в отношении дортуаров воспитанников. Каждому из слушателей полагалась застеклённая клетка, где его можно было бы видеть на протяжении всей ночи, однако сам он не мог иметь никаких контактов со своими однокашниками, ни тем более с родными. Кроме того, чтобы у парикмахера была возможность причёсывать каждого из воспитанников, не соприкасаясь с ним телесно, существовал весьма сложный механизм: голова ученика просовывалась через особое окошко, а тело оставалось по другую сторону стеклянной перегородки, позволявшей видеть всё, что там происходит. Бентам рассказывал, что мысль о паноптикуме пришла в голову именно его брату, посещавшему военное училище.
По мнению Фуко, прообразом паноптикума Бентама также могли послужить зверинцы, предназначенные для развлечения царственных особ. В Версале некогда существовал один такой зверинец, построенный архитектором Луи Лево.
Трактовка паноптикума в работах Фуко дала возможность антиглобалистам, критикам Google и социальных сетей усматривать воплощение замысла Бентама в виде «общества наблюдения», установившегося благодаря современным системам контроля (камеры наружного наблюдения и системы сбора информации о пользователях).